# Rotunda, Olt
Rotunda là một xã thuộc hạt Olt, România. Dân số thời điểm năm 2002 là 3258 người.